# Bundesausbauort
Als Bundesausbauort wurden ausgewählte zentrale Orte in wirtschaftlich schwachen Räumen der Bundesrepublik bezeichnet, deren Entwicklung mit Bundeshilfen besonders vorangetrieben werden sollte. Großräumigere Fördermaßnahmen wurden unter dem Begriff Bundesfördergebiet abgehandelt.
Ziel war vordergründig die Schaffung neuer und die Sicherung der vorhandenen gewerblichen Arbeitsplätze. Hierzu wurden Betrieben zinsgünstige Kredite angeboten, die sich in den Bundesfördergebieten neu ansiedelten. Im Zonenrandgebiet und in den Bundesausbaugebieten standen diese Kredite auch für die Rationalisierung und Erweiterung bereits ansässiger Betriebe zur Verfügung. Bei diesen Aufgaben wurden die Haushaltsmittel des Regionalen Förderungsprogramms durch Mittel des ERP-Sondervermögens und der Bundesanstalt für Arbeitsvermittlung und Arbeitslosenversicherung (BAVAV) ergänzt.
Darüber hinaus erhielten die Gemeinden und die anderen Gebietskörperschaften aus dem Regionalen Förderungsprogramm Zuschüsse und zinsgünstige Darlehen für die Erschließung von Industriegelände, für den Bau von Berufsschulen und für sonstige allgemeine Maßnahmen der Infrastruktur, soweit diese im unmittelbaren Zusammenhang mit der gewerblichen Entwicklung in den wirtschaftsschwachen Gebieten standen. Aber auch der Fremdenverkehr, bestimmte Teile des Handwerks und die Landwirtschaft wurden durch das Regionale Förderungsprogramm unmittelbar begünstigt. Schließlich wurden in sogenannten industriellen Problemgebieten mehrere Ersatzansiedlungen gefördert (zum Beispiel im Saarland), um auf diese Weise beizutragen, die einseitige und damit besonders krisenempfindliche Struktur bestimmter Räume aufzulockern.
Die Abstimmung zwischen Bund und Ländern bei der Förderung der wirtschaftlich schwachen Teile der Bundesrepublik Deutschland sollte dadurch gewährleistet werden, dass die einzelnen Maßnahmen des Regionalen Förderungsprogramms von den Ländern vorgeschlagen und nach Richtlinien, die der Interministerielle Ausschuss für Regionale Wirtschaftspolitik erließ, durchgeführt wurde. Auch stimmten Bund und Länder die jeweiligen regionalpolitischen Aktionen aufeinander ab.

## Historie
1966 wurden nach Beschluss des Interministeriellen Ausschusses für Regionale Wirtschaftspolitik 140,5 Mio. DM (330,4 Mio. Euro nach heutiger Währung) aus Bundeshaushaltsmitteln bereitgestellt, um insgesamt 64 ausgewählte Orte zu fördern.

## Bundesausbauorte (unvollständig)
- 1959:
  - Neustadt in Holstein
  - Duderstadt
- 1961:
  - Bebra
  - Altenmarkt (Cham)
  - Schiefweg
- 1963:
  - Lauenburg/Elbe
  - Bad Hersfeld
- 1966 (vollständig):
  - Königshofen im Grabfeld, Kötzting, Roding, Ebrach und Uffenheim in Bayern
  - Crailsheim in Baden-Württemberg
  - Lebach im Saarland
  - Prüm und Morbach in Rheinland-Pfalz
  - Sontra in Hessen
  - Wildeshausen, Osterholz-Scharmbeck, Uelzen und Helmstedt in Niedersachsen
  - Schleswig und Bad Oldesloe in Schleswig-Holstein